# Fonderia (album)
Fonderia è il primo album del gruppo musicale romano Fonderia uscito come autoproduzione nel dicembre 2002 e ripubblicato da Vinyl Magic/BTF nel 2004.

## Tracce
1. Tevere – 6:06
2. Dubbio II – 8:27
3. Deep Blue – 6:43
4. Piazza Vittorio – 6:04
5. Dubacord – 7:47
6. Afa II – 4:24
7. Ora legale – 7:18
8. Dante, at Last – 8:03
9. Aniene – 2:41
10. Statico – 7:41

Durata totale: 65:14

## Formazione
- Emanuele Bultrini - chitarre elettriche e acustiche, zither, flauto tenore, samples
- Federico Nespola - batteria, samples
- Luca Pietropaoli - tromba, flicorno, contrabbasso
- Stefano Vicarelli - Rhodes, Hammond C3, Minimoog, Clavinet, Korg MS2000, melodica, piano, Theremin, Moog Prodigy, samples

### Ospiti
- DJ Mada - turntables (1)
- Chris Blazen - block (10)